# Glushinskit
Glushinskit ist ein seltenes, sekundäres Mineral aus der Mineralklasse der „organischen Verbindungen“. Es kristallisiert im monoklinen Kristallsystem mit der Zusammensetzung Mg(C2O4)· 2H2O, ist also chemisch gesehen ein Magnesiumoxalat.
Glushinskit bildet sich durch den Einfluss von Pflanzen auf magnesiumhaltige Gesteine. Die bisher gefundenen Kristalle waren sämtlich mikroskopisch klein (ca. 2,5 µm) und hatten einen pyramidalen Habitus. Das Mineral hat eine Mohshärte von 2 und eine weiße Strichfarbe.

## Etymologie und Geschichte
Das Mineral wurde nach dem am Institut für Arktische und Antarktische Forschung (Sankt Petersburg, Russland) tätigen russischen Geologen Pjotr Iwanowitsch Gluschinski (* 1908) benannt.
Erstmals beschrieben wurde Glushinskit 1960 durch Yuri Apollonivich Zhemchuzhnikov und A. I. Ginzburg.
Typmaterial findet sich im Royal Museum, Edinburgh (Schottland) und dem Natural History Museum, London (England).

## Klassifikation
In der mittlerweile veralteten, aber noch gebräuchlichen 8. Auflage der Mineralsystematik nach Strunz gehörte der Glushinskit zur Mineralklasse der „Organischen Verbindungen“ und dort zur Abteilung der „Salze organischer Säuren“, wo er zusammen mit Caoxit, Coskrenit-(Ce), Humboldtin, Levinsonit-(Y), Lindbergit, Minguzzit, Moolooit, Natroxalat, Novgorodovait, Oxammit, Stepanovit, Weddellit, Wheatleyit, Whewellit, Zhemchuzhnikovit und Zugshunstit-(Ce) die eigenständige „Gruppe der Oxalate“ bildete.
Die seit 2001 gültige und von der International Mineralogical Association (IMA) verwendete 9. Auflage der Strunz’schen Mineralsystematik ordnet den Glushinskit ebenfalls in die Klasse der „Organischen Verbindungen“ und dort in die Abteilung der „Salze von organischen Säuren“ ein. Diese Abteilung ist allerdings weiter unterteilt nach der Art der salzbildenden Säure, so dass das Mineral entsprechend seiner Zusammensetzung in der Unterabteilung „Oxalate“ zu finden ist, wo er der einzige Vertreter der Glushinskit-Gruppe 10.AB.10 ist.
Auch die Systematik der Minerale nach Dana ordnet den Glushinskit in die Klasse der „Organische Minerale“ und dort in die gleichnamige Abteilung ein. Hier ist er mit Humboldtin und Lindbergit in der Humboldtingruppe (50.01.03) innerhalb der Unterabteilung „Salze organischer Säuren (Oxalate)“ zu finden.

## Kristallstruktur
Glushinskit kristallisiert monoklin in der Raumgruppe C2/c (Raumgruppen-Nr. 15) mit den Gitterparametern a = 12,67 Å, b = 5,41 Å, c = 9,98 Å und β = 129,4° sowie 4 Formeleinheiten pro Elementarzelle.
Glushinskit entspricht einem β-Magnesiumoxalat. Vom Magnesiumoxalat ist bekannt, dass es auch eine α-Phase gibt. Diese wurde 1989 von Cogwill als natürliches Mineral in der Chulaebene, Jordangraben/Israel gefunden und beschrieben. Einen offiziellen Namen für diese Modifikation gibt es noch nicht (Stand 2011).

## Eigenschaften
Thermonalytische Untersuchungen haben gezeigt, dass sich Glushinskit völlig analog zu reinem Magnesiumoxalat verhält. Wie dieses gibt er bei Temperaturen oberhalb von 147 °C sein Kristallwasser ab und zersetzt sich ab 397 °C unter Bildung von Magnesiumoxid, Kohlenmonoxid und Kohlendioxid.
Glushinskit ist sehr gut wasserlöslich. Aus diesem Grund ist er als Mineral nur wenig stabil.

## Bildung und Fundorte
Erstmals wurde Glushinskit im Nordwesten Schottlands gefunden. Hier bildete sich das Mineral durch Einwirkung der Flechte Lecanora atra auf ein magnesiumhaltiges Gestein. Bekannte Fundstellen in Schottland sind:
- Johnstonmühle, etwa sechs Kilometer südwestlich von Insch (Kincardineshire)
- Insel Rhum, Innere Hebriden

Neben der Bildung durch Flechten konnte Glushinskit in Arizona in verrotteten Teilen des Saguaro-Kaktus nachgewiesen werden.
Weiterhin sind folgende Fundorte beschrieben worden, wobei es keine Angaben zu Bildung gibt:
- Chulaebene, Jordangraben/Israel
- Gcwihabahöhle, 280 km westlich von Maun/Botswana

Auch wenn diese wenigen Fundorte vermuten lassen, dass es sich bei Glushinskit um ein extrem seltenes Mineral handelt, so kann man vermuten, dass es in der Natur häufig gebildet wird. Größere Kristalle sind allerdings nicht zu erwarten, da die Bildung in der Regel an pflanzliche Einflüsse gebunden ist und da Magnesiumoxalat im Gegensatz zu den Calciumoxalaten eine hohe Wasserlöslichkeit besitzt.
Weiterhin konnte Glushinskit wie die analogen Mineralien Weddellit und Whewellit in Kohlelagerstätten nachgewiesen werden. Die Bildung erfolgt hier wie bei den anderen Oxalaten. Ein bekannter Fundort sind die Kohlelagerstätten von
- Chai-Tumus, Ulus Bulun/Russland